# Пензенский облисполком
Пензенский облисполком (Исполнительный комитет Пензенского областного Совета народных депутатов) — исполнительный орган управления на территории Пензенской области, избираемый Пензенским областным Советом народных депутатов. Существовал с марта 1939 по октябрь 1991 гг. Располагался в областном центре — г. Пензе.
С 1939 по 1977 годы назывался Пензенский областной исполнительный комитет Совета депутатов трудящихся.
С декабря 1962 года по декабрь 1964 года был разделён на промышленный и сельский областные исполнительные комитеты Совета депутатов трудящихся.
С 1977 года назывался Пензенский областной исполнительный комитет Совета народных депутатов
После упразднения в августе 1991 года Пензенского областного комитета КПСС, в течение нескольких месяцев (с августа по октябрь 1991 года) выполнял функции высшего исполнительного органа управления на территории Пензенской области. Председатель Пензенского облисполкома Анатолий Ковлягин на протяжении этого времени, фактически, являлся высшим должностным лицом Пензенской области.
После того, как 24 октября 1991 года указом Президента РСФСР Бориса Ельцина № 154 Главой администрации Пензенской области был назначен Александр Кондратьев, управленческие функции Пензенского облисполкома перешли к Администрации Пензенской области (с 1998 года — Правительство Пензенской области).

## Председатели Пензенского областного исполнительного комитета Совета депутатов трудящихся (1939—1962)

Здание Правительства Пензенской области. С 1958 по 1991 гг. здесь располагался Пензенский облисполком

| Фотопортрет | Начало полномочий | Окончание полномочий | Имя                           |
| ----------- | ----------------- | -------------------- | ----------------------------- |
|             | февраль 1939      | июль 1942            | Трофим Гаврилович Дажин       |
|             | июль 1942         | июнь 1943            | Евгений Михайлович Порошин    |
|             | июнь 1943         | май 1945             | Матвей Васильевич Мотинов     |
|             | июль 1945         | июнь 1948            | Михаил Иванович Захаров       |
|             | июнь 1948         | апрель 1949          | Яков Иванович Абрамов         |
|             | апрель 1949       | февраль 1950         | Александр Федосеевич Петрищев |
|             | февраль 1950      | август 1955          | Фёдор Давыдович Кулаков       |
|             | август 1955       | март 1961            | Виктор Иванович Пищулин       |
|             | март 1961         | декабрь 1962         | Григорий Лаврентьевич Смирнов |

## Председатели Пензенского сельского областного исполнительного комитета Совета депутатов трудящихся (1962—1964)
| Фотопортрет | Начало полномочий | Окончание полномочий | Имя                           |
| ----------- | ----------------- | -------------------- | ----------------------------- |
|             | март 1961         | декабрь 1962         | Григорий Лаврентьевич Смирнов |

## Председатели Пензенского промышленного областного исполнительного комитета Совета депутатов трудящихся (1962—1964)
| Фотопортрет | Начало полномочий | Окончание полномочий | Имя                     |
| ----------- | ----------------- | -------------------- | ----------------------- |
|             | март 1961         | декабрь 1962         | Виктор Иванович Ерзунов |

## Председатели Пензенского областного исполнительного комитета Совета депутатов трудящихся (1964—1977)
| Фотопортрет | Начало полномочий | Окончание полномочий | Имя                           |
| ----------- | ----------------- | -------------------- | ----------------------------- |
|             | декабрь 1964      | май 1965             | Григорий Лаврентьевич Смирнов |
|             | май 1965          | ноябрь 1965          | Борис Александрович Маткин    |
|             | ноябрь 1965       | июль 1968            | Николай Петрович Мальшаков    |
|             | июль 1968         | 1977                 | Виктор Карпович Дорошенко     |

## Председатели Пензенского областного исполнительного комитета Совета народных депутатов (1977—1991)
| Фотопортрет | Начало полномочий | Окончание полномочий | Имя                         |
| ----------- | ----------------- | -------------------- | --------------------------- |
|             | 1977              | октябрь 1989         | Виктор Карпович Дорошенко   |
|             | октябрь 1989      | октябрь 1991         | Анатолий Фёдорович Ковлягин |